# قائمة تفجيرات زيارة الأربعين
زيارة الأربعين هي إحدى المناسبات المهمة لدى الشيعة حيث يذهب الآلاف منهم إلى كربلاء سيراً على الأقدام لزيارة الإمام الحسين بن علي والتي تصادف مرور أربعين يوم على ذكرى استشهاده في واقعة الطف وقد استهدف هؤلاء الزائرين من قبل تنظيم القاعدة عدة مرات.

## 2012
- تفجير البطحاء: وهو تفجير استهدف الزائرين في منطقة البطحاء في محافظة الناصرية بتاريخ 5 يناير 2012 قتل على إثره 41 شخصاً وأصيب 72 آخرون بجروح [1]
- تفجير خطوة علي: وهو تفجير استهدف الزائرين في منطقة خطوة علي في محافظة البصرة بتاريخ 14 يناير 2012 قتل وأصيب على إثره 132 شخص [2]
- انفجار سيارة مفخخة في ناحية الكفل في محافظة بابل بتاريخ 12 يناير 2012 أصيب على إثره 6 من الزائرين[3]
- انفجار عبوة ناسفة في اللطيفية في بغداد بتاريخ 12 يناير 2012 أصيب على إثره 3 زائرين [4]